# Abraham Coronado
Abraham Coronado Tafoya (* 28. Februar 1992 in Ocotlán, Jalisco) ist ein ehemaliger mexikanischer Fußballspieler, der vorwiegend im Mittelfeld eingesetzt wurde.

## Leben
Während seiner ersten Jahre als Profifußballer stand Coronado bei seinem Ausbildungsverein Deportivo Guadalajara unter Vertrag, konnte sich dort jedoch nicht entscheidend durchsetzen und wurde mehrfach an andere Vereine ausgeliehen und schließlich Anfang 2016 an Deportivo Tepic verkauft. Seither spielte er nur noch in unterklassigen Mannschaften und zuletzt in der Veteranenmannschaft von Deportivo Guadalajara.
Bei der U-17-Fußball-Weltmeisterschaft 2009 kam Coronado in drei Begegnungen der mexikanischen Juniorennationalmannschaft zum Einsatz.